# Dak'Art 1996
Dak'Art 96 è la seconda edizione della Biennale di Dakar è la prima edizione consacrata all'arte contemporanea africana, organizzata a Dakar in Senegal nel 1996. Dak'Art 96 è da molti considerata una nuova prima edizione della Biennale di Dakar, per i numerosi cambiamenti che presenta, nell'organizzazione, nel progetto e nelle finalità. I Saloni del Design e della Creatività Tessile, aperti esclusivamente a partecipanti africani, sono una novità rispetto alla Biennale del 1992 ed ottengono molto successo.

## Storia
La seconda edizione della Biennale di Dakar si svolge dal 7 al 14 maggio 1996. Inizialmente prevista per dicembre 1994, la Biennale viene inizialmente rimanda al 1995. Il termine per le candidature viene fissato al 31 gennaio 1995 e poi posticipato di 15 giorni; il Comitato Internazionale di Selezione si riunisce in marzo. Nell'aprile del 1995 il nuovo Ministro della Cultura Abdoulaye Elimae Kane (che aveva sostituito Coura Ba Thiam) la posticipa infine di un anno, per permettere ai responsabili di avere il tempo per prepararla nel modo migliore e per il ritardo dei finanziamenti attesi (in particolare quello della Commissione europea). Dak'Art 1996 combacia così con l'anniversario dei trent'anni dalla nascita del Festival Mondial des Arts Nègres di Dakar. La Biennale del 1996 viene inaugurata dal Presidente Diouf nel Teatro Nazionale Daniel Sorano. I discorsi introduttivi per l'apertura della Biennale – in particolare il discorso del presidente del Comitato Scientifico Ousmane Sow Huchard – offrono una sintesi delle priorità della manifestazione. Nel suo discorso, Ousmane Sow Huchard presenta infatti Dak'Art come un centro propulsore del mercato dell'arte africana e come un investimento economico per il Senegal e per tutto il continente.

## Organizzazione

### Comitato internazionale di selezione e di giuria
Nell'edizione della Biennale del 1996 il Comitato di Selezione e di Giuria è composto da un responsabile di rivista d'arte (il francese Jean-Loup Pivin, cofondatore di "Revue Noire"), da una gallerista africana (la keniota Ruth Schaffler), da un collezionista africano (Dominique Kanga delle Costa d'Avorio) e da un artista africano (il senegalese Kalidou Sy, direttore Ecole Nationale des Beaux-Arts di Dakar). Cinque curatori sono incaricati di selezionare gli artisti per le Esposizioni Individuali (un curatore asiatico, uno americano, uno europeo e due africani): Yukiya Kawaguchi (conservatore del museo Setagaya Art di Tokyo), Polly Nooter-Roberts (direttrice del dipartimento di antropologia del museo dell'Università dell'Iowa), Daniel Sotiaux (rappresentante della delegazione della Comunità Francese del Belgio in Senegal), Brahim Alaouie (direttore dell'Istitut du Monde Arabe di Parigi e originario del Marocco) e Abdou Sylla (critico d'arte e ricercatore senegalese).

### Budget
Dak'Art 1996 ha un budget di circa 470.000.000 franchi CFA [702.415,19 euro] ed è realizzata con un finanziamento dei fondi regionali del FED di 206.000.000 CFA [307.867,09 euro, circa il 44% del budget totale]; il budget viene anche utilizzato per coprire il debito lasciato dalla Biennale del 1992.

## Programma

### Programma ufficiale (in)

#### Esposizione internazionale
L'Esposizione Internazionale è allestita nel Museo dell'IFAN; il Comitato Internazionale di Selezione e di Giuria non tiene conto della nazionalità degli artisti e cerca di selezionare le opere in base alla loro qualità. Vengono così scelti 42 artisti provenienti da 17 paesi (su 316 candidati provenienti da 27 paesi) e tutte le opere sono allestite al momento dell'inaugurazione. Abdoulaye Konaté (nato in Mali nel 1953) vince il Gran Premio Léopold Sédar Senghor. Tra gli artisti in mostra Dominique Zinkpe, Tchale Figueira, Tiébééna Dagnogo, Tamsir Dia, Chukley Vincent Secka, Kivuthi Mbuno, Ismael Diabate, Abdoulaye Konaté (vincitore del primo premio) e George Lilanga. Tra gli artisti senegalesi sono selezionati Fodé Camara, Serigne Mbaye Camara, Viyé Diba, Momar Seck, Amadou So, El Hadji Sy e Kan Sy.
L'Esposizione Internazionale del 1996, aperta esclusivamente a partecipanti africani, ha un allestimento convenzionale; le opere – poche per ogni artista – sono collocate nelle sale e non vi sono realizzazioni appositamente studiate per la Biennale. All'interno della mostra c'è una predominanza di artisti provenienti dell'Africa Occidentale, in particolare dal Senegal e della Costa d'Avorio. Non partecipa invece nessun artista dalla Nigeria e dal Sudafrica, probabilmente per le difficoltà di comunicazione e di promozione della Biennale. All'interno della selezione non ci sono artisti particolarmente noti a livello internazionale e le opere presentate sono esclusivamente pittoriche e scultoree.

#### I Saloni del Design e della Creatività Tessile
I Saloni del Design (nell'Espace Vema) e della Creatività Tessile (nella Camera di Commercio) sono organizzati grazie all'iniziativa di professionisti indipendenti. Per la prima volta viene utilizzato l'Espace Vema, un ampio spazio espositivo più conviviale e originale rispetto alle classiche gallerie, con un'architettura e un'organizzazione interna più creativa. Per Salone del Design Africano e della Creatività Tessile non vi è alcuna selezione: tutte le candidature vengono accettate. La sezione di design presenta 13 artisti provenienti da 5 paesi. Secondo le recensioni, la sezione sulla creatività tessile è particolarmente deludente, vista la vivacità del settore in Africa; i partecipanti sono 13, tutti senegalesi tranne l'artista della Guinea Monique Athénaisme Surena – che si lamenta perché il suo lavoro non è stato accettato all'interno dell'Esposizione Internazionale. Questo problema delle tecniche ammissibili all'interno delle diverse mostre suscita interessanti dibattiti che portano nelle successive Biennali all'introduzione della fotografia nell'Esposizione Internazionale e alla fusione del Salone del Design Africano con quello della Creatività Tessile. I Saloni del Design Africano e della Creatività Tessile vengono comunque molto apprezzati: questi settori sono infatti considerati con interesse, soprattutto per le possibilità che possono offrire nello sviluppo di un mercato africano dell'arte. Vincent Amian Niamien (nato nel 1956 in Costa d'Avorio) vince il Premio della Creatività.

#### Esposizioni individuali
Le Esposizioni Individuali sono curate da cinque membri del Comitato Internazionale di Selezione e di Giuria. Ognuno dei commissari è incaricato di selezionare un artista da una diversa area geografica: l'Africa Settentrionale è affidata a Brahim Alaoui, l'Africa Australe a Mary Nooter-Roberts, l'Africa Centrale a Yukiya Kawaguchi, l'Africa Orientale a Abdou Sylla e l'Africa Occidentale a Daniel Sottiaux. Solo Abdou Sylla ha la possibilità di recarsi in Etiopia per conoscere il suo artista. Le Esposizioni Individuali presentano i vincitori della Biennale del 1992 (il senegalese Moustapha Dimé e l'etiope Zerihun Yetmgeta), insieme a Mohamed Kacimi (Marocco), Ezrom Legae (Sudafrica) e Pascale Marthine Tayou (Camerun) e sono allestite in diverse sedi: gli artisti Kacimi e Legae espongono nel Padiglione del Museo dell'IFAN, Metgeta nella Galleria Quatre Vents, Dimé nel Centro Culturale Francese (Galleria 39 e giardino) e infine Tayou nel Goethe Institut.
Rispetto all'Esposizione Internazionale, le Esposizioni Individuali vengono apprezzate per il miglior allestimento e per la completezza che rende più comprensibile la produzione degli artisti invitati. Le scelte dei curatori che selezionano gli artisti sono eclettiche, per mostrare la diversità e la ricchezza del continente; l'opera di Mohamed Kacimi è particolarmente interessante perché creata appositamente per la Biennale nonostante la mancanza di assistenti qualificati capaci di collaborare con l'artista durante la realizzazione del suo lavoro.

#### Esposizione degli artisti senegalesi
L'Esposizione degli Artisti Senegalesi è ospitata nella Galleria Nazionale e parteciparono 45 artisti: Mamadou Fall Dabo vince il Premio Rivelazione.
L'esposizione degli Artisti Senegalese viene criticata, perché molto simile ai Saloni organizzati dall'Associazione Nazionale degli Artisti del Senegal e perché i partecipanti si sentono meno valorizzati degli artisti invitati per l'Esposizione Internazionale. La mostra ha comunque il pregio di presentare un panorama molto ricco della produzione in Senegal.

#### Altre iniziative
Il Salone dell'Educazione Artistica (collocato nel Centro Culturale Blaise Senghor) presenta le opere di giovani e di bambini, senza suscitare molto interesse tra gli specialisti dell'arte. A due giovani artisti è offerto il premio dell'UNICEF, ma si apre anche un dibattito sul fatto che sia più opportuno premiare i ragazzi, la scuola o gli insegnanti.
Nella sede delle manifatture di Thiès – storicamente legata alla creatività tessile senegalese – viene organizzata una retrospettiva sull'arte tessile.
Viene allestita anche un'Esposizione di pubblicazioni d'arte che presenta però poco materiale.
Il Salone dell'Architettura – previsto nel progetto del Comitato Scientifico – non viene invece realizzato.
Le Proiezioni di film sull'arte e le Visite d'Atelier non sono particolarmente apprezzate.

#### Dibattiti
I Dibattiti si svolgono nella sala del Consiglio Economico e Sociale e durano un giorno intero e due mattinate. Gli atti dei dibattiti vengono in seguito pubblicati. Le conferenze (circa quindici) descrivono i contenuti e le scelte delle Esposizioni Individuali; presentano l'artista senegalese Iba N’Diaye, danno la parola all'artista del togo Kossi Assou e al critico Gerard Xuriguera; offrono poi punti di vista diversi sulla situazione del mercato dell'arte e infine aprono una discussione finale. Per quanto riguarda la situazione del mercato dell'arte africana, intervengono galleristi e storici dell'arte, tra i quali William Karg, Simone Guirandou Ndiaye, Ruth Schaffner, Bryan Biggs, Dany Keller, Bineta Cisse e Uribe Mallarino. Gli interventi mostrano che il discorso critico sull'Africa non è univoco, ma secondo Isabelle Bosman  si concentrano comunque troppo sul tema del mercato dell'arte. Secondo Bosman è più importante concentrare l'attenzione sulla riflessione critica e su temi come la nozione di identità e la sua interpretazione, il ruolo dell'arte nella coscienza sociale e il rapporto tra arte e pubblico.

#### Animazioni
Per quanto riguarda l'Animazione, è organizzato un atelier di strada “La Rue est a nous” in diversi quartieri popolari di Dakar. Non vengono invece organizzate le dimostrazioni di pittura su vetro né la realizzazione di ritratti, come era inizialmente previsto. Le serate di teatro e di musica hanno molto successo tra il pubblico generico, ma non sono molto frequentate dai partecipanti alla Biennale, per problemi soprattutto organizzativi. Una trentina di artisti e artigiani affittano degli stand al Villaggio della Biennale e l'evento viene intitolato Mostre popolari al Village de la Biennale. Anche se molto visitata, l'esposizione è criticata per la varietà delle opere, tutte raggruppate sotto una generica e poco chiara definizione di “cultura popolare”.

### Programma parallelo
Gli eventi paralleli presentano sia esposizioni di artisti senegalesi all'interno di atelier e di spazi pubblici, sia mostre e progetti di più ampio respiro. Tra questi ultimi emerge il laboratorio curato da Clémentine Deliss e l'esposizione sul tema dell'AIDS di "Revue Noire".
La curatrice Clémentine Deliss (già presente alla Biennale del 1992 come corrispondente della rivista "Third Text") organizza l'Atelier Tenq (presso l'ex campo dei Cinesi, ora Village des Arts) e la pubblicazione "Métronome". Il progetto è in particolare sostenuto dalla Commissione Europea per permettere ad un maggior numero di partecipanti anglofoni di esporre alla Biennale. Gli artisti sono soprattutto sudafricani e i nigeriani: Juginder Lamba, Daniel Manyinka, Yacouba Toure (invitati dalla Biennale), Johannes Phokela e Chika Okeke. L'Atelier è disegnato per promuovere i contatti e gli scambi tra i partecipanti, mentre il progetto di pubblicazione nasce per arricchire il dibattito culturale. Secondo Isabelle Bosman l'atelier ha il merito di presentare qualche opera di qualità ed alcuni interventi site specific, creando relazioni più strette tra pubblico e artisti; in compenso il progetto è preparato e gestito male e la pubblicazione è deludente. Il centro di ricerca Codesria organizza un altro atelier dibattito per approfondire la ricchezza del campo culturale africano. Era già stato pubblicato il libro La question culturelle en Afrique che era servito come base per nuovi studi. Sono così invitati intellettuali del Nord e del Sud ad esporre il loro punto di vista in una discussione con il pubblico. Tra gli altri partecipano il filosofo Bachir Diagne, il sociologo Henri Ossebi, lo storico Mamadou Diouf, il critico d'arte Yacouba Konaté, la direttrice artistica di “Africa 95” Clémentine Deliss, il direttore della Kunsthalle di Basilea Peter Pakesh e l'artista animatore di atelier Amdallaye Kan Sy. L'atelier mostra la varietà delle testimonianze ed è promosso come il primo di una serie. L'Atelier Neety Guy è invece realizzato da un gruppo di artisti senegalesi e stranieri, in particolare svizzeri. Il progetto è realizzato in una casa privata, creando un'atmosfera conviviale tra i partecipanti. L'evento ha il merito di coinvolgere alcuni artisti non senegalesi residenti a Dakar. L'Atelier Rundeck è organizzato da un'associazione che riunisce artisti senegalesi e tedeschi. Il critico Jean-Servais Bakyono cura l'Esposizione di artisti dalla Costa d'Avorio, che incoraggia giovani artisti a visitare la Biennale. La rivista francese "Revue Noire" allestisce l'esposizione Les Artistes africains et le Sida con il contributo della Commissione Europea, proponendo le opere di alcuni celebri artisti africani in un allestimento più innovativo rispetto alla Biennale. Ingénieuse Afrique è curata dall'organizzazione non governativa Enda Tiers-Monde e l'Atelier Amdalaye è organizzato qualche mese prima della Biennale da un gruppo di artisti senegalesi.
Anche gli eventi organizzati dalle gallerie di Dakar hanno un certo successo. La Galleria Lezard presenta un'esposizione individuale dell'artista senegalese Amadou Sow, residente in Austria; l'Associazione del Senegal e dell'Africa dell'Ovest (ASAO) organizza sull'Isola di Gorée una personale di Djibril Sagna; il Salon Art Coiffure propono le opere dell'artista senegalese Jean-Marie Bruce; l'Alliance franco-sénégalaise espone arte su vetro; la Boutique Wengalu presenta dei giovani talenti e la Galerie Diza Design espono i lavori dei neo-diplomati della Scuola d'Arte. Anche la Galerie des Artistes Réunis, il ristorante Keur Babou, la Galleria Sarata e gli Ateliers Nylaou realizzano delle esposizioni. Nuovi spazi espositivi aprono poi nel 1996 e si presentano durante la Biennale: la Galerie Atiss, la Boutique Arte (diretta da Joelle Fall) e il Ristorante galleria nell'ex-laboratorio Agit Art.
La stilista Claire Kane e Fatim Djim organizzano la sfilata di moda MOD’ART, che mostra una dinamicità molto più vivace rispetto all'esposizione di Creatività Tessile.

## Documentazione e caratteristiche
Il catalogo della Biennale del 1996 è pubblicato dalla rivista e casa editrice "Cimaise", con il sostegno economico della Francia. Le esposizioni di Dak'Art 1996 sono presentate in due edizioni: una indipendente studiata appositamente per la Biennale e una legata alla rivista e diffusa tra i suoi abbonati (Speciale Dak'Art). Gli artisti sono elencati per paese con la fotografia di un'opera ed è descritta l'’Esposizione Internazionale, l'Esposizione degli Artisti Senegalesi, il Salone del Design, la Retrospettiva delle Manifatture Senegalesi di Arte Decorativa, il Salone della Creatività Tessile, il Salone dell'Educazione Artistica e le Esposizioni Individuali. All'interno del catalogo sono anche inseriti dei testi introduttivi e critici (in francese e inglese) di Gérard Xuriguera, Jacques Leenhardt, Alioune Badiane, Léopold Sédar Senghor, Papa Ibra Tall, Mary Nooter Roberts, Kawaguchi Yukiya, Abdou Sylla, Brahim Alaoui e Daniel Sotiaux.
Il logo di Dak'Art è disegnato dall'artista senegalese Amadou Sow. La trasmissione di World Net sulla Biennale viene annullata.
Un collettivo di artisti senegalesi (assistiti e coordinati dall'architetto Mamadou Jean-Charles Tall) è infine costituito per realizzare una Guida Culturale di Dakar, sostenuta dalla Commissione Europea e ricca di indirizzi e di informazioni pratiche. In contemporanea con la Biennale del 1996, nasce anche la rivista senegalese di cultura "Convergences", citata anche dal presidente Diouf nel suo discorso d'inaugurazione.
Il Comitato Scientifico della Biennale di Dakar del 1996 pianifica numerose esposizioni: sono presentate mostre d'arte, di design e di creatività tessile, d'artigianato, insieme a dibattiti, proiezioni di film, stand di pubblicazioni e laboratori artistici per gli studenti delle scuole senegalesi. Dak'Art cerca di raggiungere un pubblico più vasto, strutturando in modo più dettagliato la manifestazione e creando eventi ed attività in linea con i nuovi obiettivi che si è prefissata. Tra le reazioni positive che suscita la Biennale di Dakar del 1996 vi è la dichiarazione di Alhassane Thierno Baro (direttore del Gabinetto del Ministero della Cultura) che definisce l'evento come uno dei maggiori per il governo senegalese. L'interesse statale per la manifestazione è uno degli aspetti chiave che emerge nel 1996: mentre per l'edizione del 1992 si tratta essenzialmente di un interesse politico (le elezioni erano alle porte), per l'edizione del 1996 si tratta invece di un effettivo coinvolgimento del governo, finalizzato alla promozione di un'immagine vivace del Senegal e di un nuovo ruolo di Dakar come capitale delle arti visive. Nonostante quindi le difficoltà organizzative e i grandi limiti dell'evento, Dak'Art 1996 è sentita come l'inizio di un impegno da sviluppare e migliorare nel tempo, diversamente dalla Biennale del 1992 che è piuttosto percepita positivamente solo per il fatto di esistere. In base alle recensioni si evince che nel corso di quattro anni la manifestazione è molto migliorata: si è investito sul Segretariato Generale (più autonomo e con più responsabilità) e gli organizzatori hanno dimostrato una maggiore competenza.
La Biennale del 1996 ha notevoli debolezze. Secondo lo studio di valutazione di Isabelle Bosman, il Comitato Scientifico non ha sufficientemente riflettuto sulle modalità per rendere l'evento realmente rilevante dal punto di vista artistico e non è stato investito abbastanza per migliorare la preparazione professionale dei responsabili. Durante Dak'Art 1996, pochi critici africani partecipano alla selezione degli artisti, la realizzazione dell'evento è esclusivamente in mano al Comitato Tecnico senegalese e la Biennale produce una documentazione estremamente superficiale. I partecipanti rimangono delusi dal valore artistico e culturale della Biennale: le esposizioni sono poco esaustive e convenzionali, gli artisti selezionati troppo disomogenei dal punto di vista della qualità e l'approfondimento critico non è valorizzato. Secondo Isabelle Bosman la Biennale manca quindi di professionisti capaci di seguire la sua realizzazione in tutte le diverse fasi, di una direzione artistica e di maggiori scambi di esperienza con le manifestazioni analoghe. I problemi logistici della Biennale sono la mancanza di competenza dei tecnici, i ritardi, la scarsa promozione e comunicazione dell'evento, l'organico del Segretariato Generale insufficiente, le difficoltà di coordinamento del personale temporaneo, la mediocrità nella realizzazione del catalogo, l'inadeguatezza delle infrastrutture e della loro attrezzatura, e la necessità di rafforzare e incoraggiare maggiormente le iniziative indipendenti; i finanziamenti arrivano in ritardo e si rende urgente la diversificazioni delle fonti di entrata. Dal punto di vista giuridico mancano contratti chiari con i responsabili dell'esecuzione tecnica e specifiche indicazioni sulle responsabilità del Segretariato Generale. La Biennale mantiene poi uno statuto inadeguato, senza una direzione artistica e, nonostante il coinvolgimento dello Stato senegalese, le tasse doganali continuano a rendere difficile lo sviluppo del mercato dell'arte africana.

### Pubblico
La partecipazione alla Biennale del 1996 è di circa 500 persone, di cui 200 venute dall'estero appositamente per la manifestazione. I professionisti invitati sono circa 70: 40 dall'Europa, 15 dal continente americano, 15 dalla Costa d'Avorio e solo 5 o 6 professionisti venuti da altri paesi dell'Africa. Tra gli invitati ci sono anche ospiti ufficiali, come il Ministro della Cultura della Costa d'Avorio, degli agenti del Ministero della Cultura del Burkina Faso e del Gabon e il responsabile degli affari sociali e culturali del CEDEAO. Il pubblico generico partecipa pochissimo, l'unica eccezione è il Villaggio della Biennale che ha un grande successo con 2000-2500 visitatori al giorno. Pochi giornalisti partecipano all'evento.

### Recensioni e studi
Solo alcune riviste specializzate in arte pubblicano degli articoli, come "Revue Noire", "Third Text" e "Arts Antiques Auctions". I responsabili di "Revue Noire" e di "Third Text" sono invitati a spese della Biennale, come membri della Giuria o come relatori nei dibattiti. Cinque reportage sono realizzati per le reti televisive Arte, per il canale 3 Sat (diffuso in Germania, Austria e Svizzera), per la Deutsche Welle, per la televisione svizzera e per TV5. La Biennale è quindi poco recensita all'estero, mentre ha una grande copertura da parte della stampa nazionale. È possibile valutare gli esiti della Biennale del 1996 grazie alle recensioni e grazie ai documenti emessi dalla Biennale stessa. Lo studio di valutazione intermedio di Isabelle Bosman (consulente indipendente della Commissione Europea) è redatto nel gennaio 1997, con una descrizione analitica della Biennale del 1996 ed un confronto puntuale con l'edizione precedente del 1992.
Il Seminario di Valutazione della Biennale di Dakar del 1996 si svolge a Dakar il 2 e il 3 aprile 1997. Alioune Badiane sintetizza l'incontro attraverso la lista di punti chiave emersi durante i dibattiti e le presentazioni. Durante il Seminario di Valutazione vengono analizzati i documenti e gli interventi di relazione di Ousmane Sow Huchard, Rémi Sagna, Isabelle Bosman, e sono definite alcune linee guida per l'edizione della Biennale del 1998. Partecipano al Seminario di Valutazione della Biennale del 1996 tre amministratori senegalesi, undici membri del Comitato Scientifico, i responsabili di cinque organizzazioni partner e tre critici internazionali (23 persone in totale). Tra gli amministratori senegalesi e tra i membri del Comitato Scientifico partecipano al seminario Alhassane Thierno Baro (direttore del Gabinetto del Ministero della Cultura), Ouseynou Wade (consigliere tecnico del Gabinetto del Ministero della Cultura), Sadibou Seck (direttore della Galleria Nazionale d'Arte), Alioune Badiane (direttore dell'Ecole Nationale des Arts di Dakar, relatore del Comitato Scientifico, relatore del seminario), Ousmane Sow Huchard (museologo, presidente del Comitato Scientifico della Biennale), Victor Emmanuel Cabrita (presidente della giuria del Gran Premio del Presidente della Repubblica per le Arti, membro del Comitato Scientifico della Biennale), Sékou Cisse (consigliere agli Affari Culturali, membro del Comitato Scientifico della Biennale), Souleymane Bachir Diagne (professore, consigliere culturale del Presidente della Repubblica, membro del Comitato Scientifico della Biennale), Viyé Diba (artista, membro del Comitato Scientifico della Biennale), Maguèye Kasse (professore, membro del Comitato Scientifico della Biennale), Ibrahima Ndiaye (giornalista, membro del Comitato Scientifico della Biennale), Abdou Sylla (critico d'arte, membro del Comitato Scientifico della Biennale), Moustapha Tambadou (consigliere tecnico del Gabinetto del Ministero della Cultura, membro del Comitato Scientifico della Biennale) e Rémi Sagna (Segretario Generale della Biennale). Tra i responsabili delle organizzazioni partner Anne Jean-Bart (rappresentante della delegazione della Commissione Europea), Isabelle Bosman (consulente della Commissione Europea), Abdoul Agne (capo della divisione cultura della Commissione Nazionale dell'UNESCO), Mamadou Mane (segretario generale della Commissione Nazionale per la Francofonia), Jean-Christophe Deberre (consigliere culturale, rappresentante della Missione Francese di Cooperazione e Azione Culturale) e Ramon Moreno (professore all'Ecole Nationale des Arts di Dakar e rappresentante della Delegazione della Comunità Francese del Belgio). Tra i critici e curatori internazionali che prendono parte infine all'incontro ci sono Orlando Britto Jinorio (direttore artistico del Centro Atlantico di Arte Moderna di Las Plamas de Gran Canaria, Spagna), Yacouba Konate e Jean-Loup Pivin (direttore delle pubblicazioni della rivista e casa editrice "Revue Noire").

## Partecipanti

### Esposizione internazionale
- Patrice Boum
- Boubacar Boureima
- Jean-Marie Claude Bruce
- Fodé Camara
- Tiébéna Dagnogo
- Tamsir Dia
- Ismael Diabaté
- Viyé Diba
- Alassane Drabo
- Ludovic K. Fadairo
- Tchale Figueira
- Seyni Gadiaga
- Salah Hioun
- Moussa Kabore
- Ntumba Kamanda
- Tsongo Daniel Kambere
- Abdoulaye Konaté
- Siriki Ky
- Juginder Lamba
- Arezki Larbi
- George Lilanga
- Serigne M'Baye Camara
- Daniel Manyika
- Kivuthi Mbuno
- Gichugu Meek
- Mathilde Moreau
- Moussossoth Dieudonné Moukala
- Pape Youssou N'Diaye
- Kra N’Guessan
- Elija Ogira
- Owusu-Ankomah
- Momar Seck
- Chukley Vincent Secka
- Cordeiro Januario Tomas Souza
- Amadou Sow
- Kan Sy
- El Sy
- Michèle Tadjo
- René Tchebetchou
- Yacouba Touré
- Dominique Zinkpé
- Grobli Zirignon

### Salone del design
- Kossi Assou
- Sawalo Cissé
- Rama Diagne
- Cheick Diallo
- Abdoul Aziz Diop
- Danièle Diwouta-Kotto
- Aїssatou Djionne
- Annie Jouga
- Cynthia N'Diaye
- Vincent Amian Niamien
- Hassane Sarr

### Salone del tessile
- Atelier Africa Batik
- Anne-Marie Diam
- Koffi Gahou
- Rokhaya Kamara
- Claire Kane
- Outi Kasurinen-Badji
- Magatte Keїta
- Maison Centrale d'Arret de Dakar
- Camara Soukenya
- Monique Athénaise Surena
- Baye Mouké Traoré

### Esposizioni individuali
- Moustapha Dimé
- Mohamed Kacimi
- Ezrom Kgobokanyo Legae
- Pascale Marthine Tayou
- Zérihun Yetmgeta

### Esposizione senegalese
- Seydou Barry
- El Hadji Mansour Ciss
- Serge Correa
- Oumar Katta Diallo
- Daouda Diarra
- Mamadou Tall Diedhiou
- Bocar Pathè Diong
- Serigne Tacko Diongue
- Guibril André Diop
- Mbaye Diop
- Seyni Diagne Diop
- Moussa Diop Samba Laye
- Ibou Diouf
- Jean-Marie Diouf
- Mamadou Fall Dabo
- Aїssatou Germaine Anta Gaye
- Penda Gueye
- Mussaa Baydi Guissiam
- Mylène Houelle
- Ibrahima Kebe
- Abdou Laye N'Doye
- Kré M'Baye
- Seni
- Tita
- Ass M'Bengue
- Ismaïla Manga
- El Hadji Mboup
- Djibril N'Diaye
- Kara N'Diaye
- Sérigne N'Diaye
- Momar N'Doye
- Pape Malick Niang
- Cheikh Niass
- William Sagna
- Bassirou Sarr
- Alassane Seck
- Amadou Seck
- Pape Macoumba Seck
- Babacar Sédikh Traoré
- Madeleine Senghor
- Younouss Seye
- Moussa Tine
- Mamadou Wade
- Mawadou Zulu